# Фектер, Андрей Яковлевич
Андрей Яковлевич Фектер (lav. Fekters Andris; 13 июля 1892, Кулдигский уезд, Курляндская губерния, Российская империя —29 апреля 1974, Рига, Латвийская ССР, СССР) — советский партийный и государственный деятель. Народный комиссар рабоче-крестьянской инспекции Казахской ССР.

## Биография
Андрей Яковлевич Фектер родился 13 (25) июля 1892 года в Кулдигском уезде, Курляндской губернии в крестьянской семье батрака. Латыш. С 10 лет трудился по найму, окончил сельскую школу и городское училище. В 1910 году стал канцелярским служащим. 
В марте 1913 года вступил в РСДРП(б) и возглавил Кулдигскую ячейку Коммунистической партии Латвии. В 1914 году, в связи с Первой мировой войной, эвакуировался на Урал, где продолжал активную партийную деятельность, став секретарём Екатеринбургской латышской группы.
После Февральской революции 1917 года уехал в Петроград, работал литейщиком на патронном заводе. В мае 1917 года прибыл в Тулу, где возглавил латышскую группу РСДРП(б), участвовал в I съезде большевиков Латвии.
Август 1917 — один из организаторов Социал-демократической партии Латвии (СДПЛ(б)) при Московском бюро ЦК РСДРП(б).
1918–1919 — председатель Новосильского уездного продовольственного комитета в Тульской губернии.
1919 — секретарь Чернского, Крапивенского, Богородицкого уездных комитетов РКП(б), заведующий Агитационно-пропагандистским отделом Тульского губернского комитета РКП(б).
1924–1925 и 1927–1930 — член Центральной Контрольной Комиссии РКП(б) и ВКП(б), избран на 13 и 15 съездах ВКП(б).
1927–1929 — председатель Тульской губернской контрольной комиссии ВКП(б).
В феврале 1931 года был назначен народным комиссаром рабоче-крестьянской инспекции Казахской АССР и председателем Казахской краевой контрольной комиссии ВКП(б), где работал до октября 1932 года. 
В 1947 году начал преподавать историю КПСС в Латвийском государственном университете имени Петра Стучки в Риге. 
В 1956 году вышел на пенсию, продолжил работу на общественных началах как председатель Совета старых коммунистов при Кировском райкоме КПЛ в Риге .
Член ЦИК СССР 5 созыва и его Союзного Совета (05.1929-31)
Член ЦИК СССР 6 созыва и его Союзного Совета (03.1931-19хх)
Член ВЦИК 14 созыва (05.1929- 19хх)

### Награды и публикации
- Награждён орденом Ленина.
- Автор статьи «Сила ленинского слова», опубликованной в журнале «Коммунист Советской Латвии» (1958, № 4, стр. 30-32).